# Cabo de Hook
El Cabo de Hook (en inglés: Hook Head) es un cabo en el condado de Wexford, República de Irlanda, ubicado en el lado este del estuario de los ríos Nore, Suir y Barrow, conocidos como las tres hermanas. En él se encuentra la mansión Loftus Hall y está situado a 50 km de la ciudad de Wexford, capital del condado homónimo.
El Cabo de Hook ha pasado al idioma inglés con el popular dicho By Hook or by Crook (Por Hook o por Crook), que alude al hecho histórico de la necesidad de Oliver Cromwell de conquistar la ciudad de Waterford ya fuese accediendo por Hook en el lado oriental de la bahía, o por Crook, un pequeño pueblo en el lado occidental.

## Faro

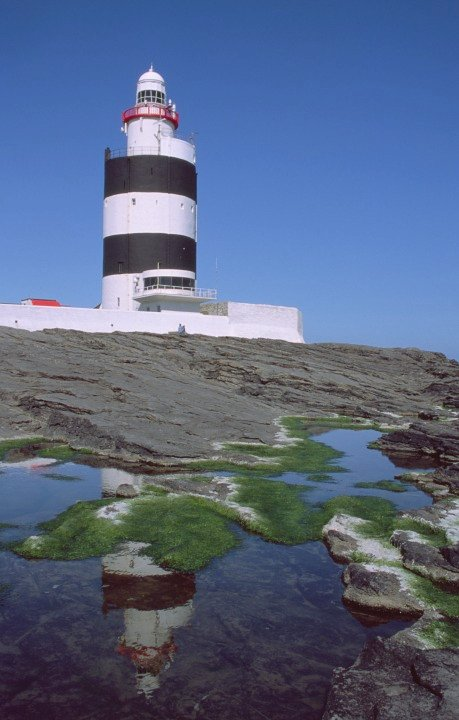
El Faro de Cabo de Hook

Esta zona es conocida como el lugar donde se encuentra el Faro de Cabo de Hook. Es el faro más antiguo en Irlanda, y uno de los más antiguos de Europa aún en funcionamiento. En el siglo V, San Dubhán estableció un primitivo faro en el cabo como advertencia para los marineros. Después de su muerte, los monjes mantuvieron la almenara durante otros seis siglos. Entre 1170 y 1184 los normandos construyeron el actual faro. Fue construido con piedra caliza local y cal quemada mezclada con sangre de buey. Incluso hoy en día hay restos de la mezcla de cal y sangre a través de la pintura. Las paredes tienen entre 2,74 y 3,96 metros de grosor y se alzan 24,38 metros por encima del terreno. En 1665 el rey Carlos II de Inglaterra concedió una patente a Sir Robert Reading para que erigiese seis faros en la costa de Irlanda, que eran, aparte del de Cabo de Hook, dos en Howth, el de Old Head of Kinsale, Castillo de Barry Oge, hoy Charlesfort, cerca de Kinsale), y el de la isla de Magee.

## Acontecimientos destacados
Una compañía irlandesa, Providence Resources, informó en 2007 del hallazgo de petróleo frente al Cabo de Hook tras perforar el fondo marino a una profundidad de 1.500 m.